# 12686 Bezuglyj
12686 Bezuglyj este un asteroid din centura principală de asteroizi.

## Descriere
12686 Bezuglyj este un asteroid din centura principală de asteroizi. A fost descoperit pe 3 octombrie 1986 la Observatorul de Astrofizică din Crimeea de Liudmila Karacikina. Asteroidul prezintă o orbită caracterizată de o semiaxă mare de 2,57 ua, o excentricitate de 0,19 și o înclinație de 13,9° în raport cu ecliptica.